# Piszkavas

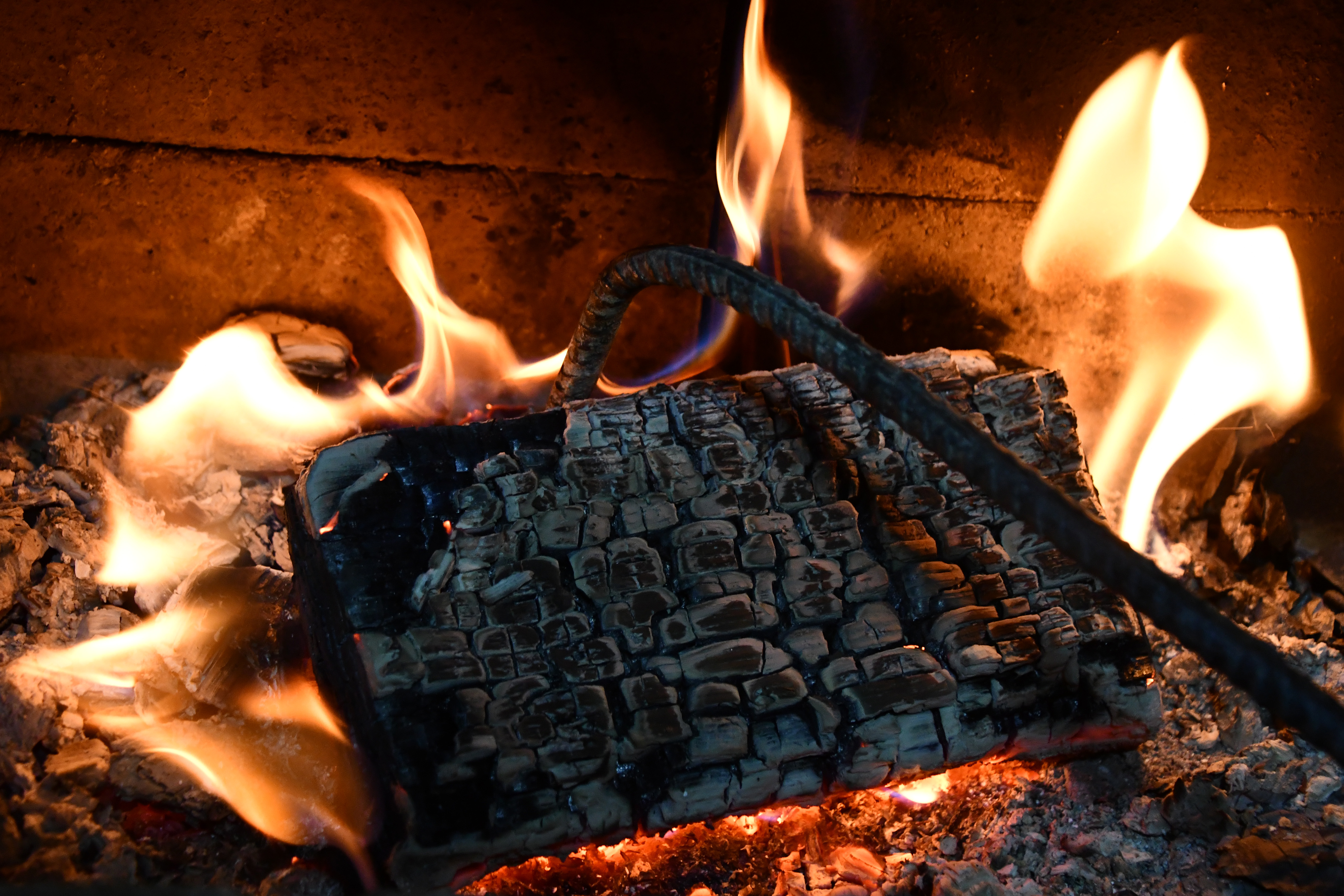
Tüzelőanyag igazgatása házilag készített piszkavassal

A piszkavas vagy szúróvas hagyományos tüzelési-fűtési segédeszköz, jellemzően hegyes, kampós vagy villás végű vékony vasrúd, melyet a tűzhelyben lévő tüzelőanyag (fa vagy szén), parázs helyzetének megváltoztatására, széthúzására, eligazgatására („megpiszkálására”), végső soron a tűz életben tartására, felélesztésére, felszítására használnak. 
Háztartási és szabadtűzhelyeknél, tűzzel dolgozó mesterségek (kovácsok, lakatosok, rézöntők stb.) kisebb tűzhelyeinél, széntüzelésű mozdonyok kazánterében egyaránt használatban volt. 

## Kialakítása
A piszkavas hosszúságát a tüzelőtér mélysége és a tűz intenzitása határozta meg, hogy ezek figyelembevételével lehetővé tegye a piszkavasat használó személy számára a tűztől és annak hőhatásától való távolságtartást. A vasrúd végére jellemzően a nyéllel szöget bezáró (egy vagy több) kampót applikáltak, amely megkönnyítette a nagyobb fa- vagy széndarabok szétverését, elmozdítását, míg a fogórésznél nyelet alakítottak ki, ami lehetett eltérő anyagú, gyengébb hővezetési tulajdonságokkal rendelkező markolat, vagy a nyélre fülszerűen visszahajtott, esetleg azzal összedolgozott szálvég.

## Elnevezése
A nyelvjárási eredetű piszkavas szó első adatolása 1823-ból ismert, további ismert korabeli elnevezései a piszka (1793), a szítóvas (1823), a piszkavilla (1838), a piszkalapát (1842), illetve fából készült alkalmi változatára a piszkafa (1793). A német Schürhaken nyomán elsősorban a különféle mesterségek zsargonjában ismert volt sírhakni elnevezése is.